# Ліпотейхоєві кислоти

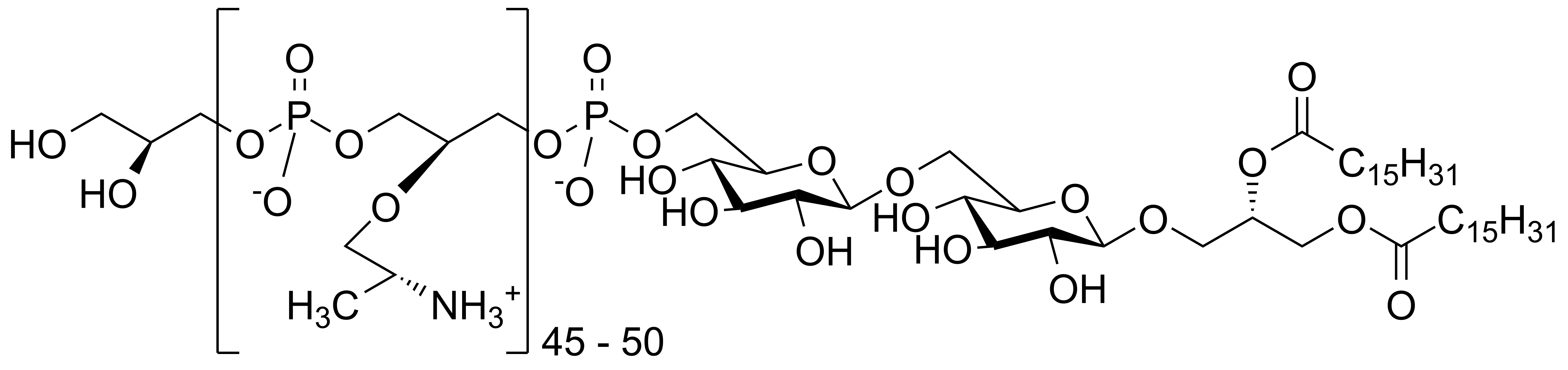
Структура ліпотейхоєвої кислоти.

Ліпотейхоєві кислоти — компоненти клітинної стінки грам-позитивних бактерій. Молекула ліпотейхоєвої кислоти складається з тейхоєвої кислоти, ковалентно пов'язаної з ліпідом, який у бактерійній клітині вбудований в клітинну мембрану. Діє як регулятор мурамідази. Є лігандом для рецептора імунних клітин TLR2, активуючи, таким чином, систему вродженого імунітету.